# 新潮選書
新潮選書（しんちょうせんしょ、英: Shincho Sensho）は、新潮社が発行する選書レーベル。四六判、ソフトカバー。
1967年5月創刊。
以来、2017年現在で約750点余りが刊行された。毎月約1～3冊刊行。カバーデザインは21世紀に入り2度変更された。
ロングセラーに、江藤淳『漱石とその時代』（全5巻）、高坂正堯『文明が衰亡するとき』、江川卓『謎とき「罪と罰」』、東山魁夷『風景との対話』、西成活裕『渋滞学』などがある。
選書レーベルのなかで、通し番号を付していないのは珍しい存在である。